# Лабіринти (Дискавері)
Лабіринти (Labyrinths) — шістдесят третій епізод американського телевізійного серіалу «Зоряний шлях: Дискавері» та 8-й у п'ятому сезоні. Епізод написав Еммануель Осей-Куффур, режисура Лорена Вілкінсона й Еріка Дж. Роббінса. Перший показ відбувся 16 травня 2024 року.
Коли Бернем опиняється в пастці у «зоні розуму», призначеній для перевірки її спроможності отримати потужну технологію Прародителя, Бук, Рейнер і екіпаж USS «Discovery» повинні стримувати Брінів достатньо довго, щоб вона втекла.

## Зміст
Тіло Л'ака, завішане церемоніальним прапором, лежить на містку дредноута Руна. Молл обіцяє померлому, що все виправить. Примарх заявляє — його племінник, Нащадок Брін, удома. Хоча Л'ак кинув виклик за життя, Бріни вшановують його після смерті. Рун наказує відтягти Молл від тіла Л'ака, перш ніж перейти на Стандарт Федерації з люб'язності. Він заявляє, що без Нащадка дехто вважає — претензії Шостого Походу на трон Імперії Брінів були знищені, хоча натомість вони зміцнилися. Вбивство Л'ака схилить інші фракції на їхню сторону, і завдяки силі технології Прабатьків Бріни переможуть усіх. Вояки Руна починають скандувати «За нащадка», через що він люто наказує їм зупинитися.
Молл розкриває, що технологію можна використати для воскрешення Л'ака. І просить Примарха відпустити її в цьому завданні. Оглянувшись на своїх людей, Рун наказує звільнити її. І тихенько погрожує випатрати Молл, якщо вона знову звернеться до його людей. Цінність Молл для нього не виходить за межі її здатності отримати технологію Прабатьків.
USS «Discovery» стрибає до Безплідних земель, найбільшого плазмового шторму в квадранті. Сканування не може проникнути крізь шторм, Вічна Галерея та Архів має комунікаційний маяк з того самого сплаву, що й бібліотечна картка. Майкл наказує передати відскановану картку на маяк, Рейнер повідомляє — поки немає оновлень від Федерації, але можна припустити, що Рун прямує сюди.
«Дискавері» вітає Гай'Релл з ордену архівістів. Надсилаються координати та коригування швидкості на «Дискавері». Релл пояснює Архів і призначення, та попереджає чітко виконувати вказівки — заклад не несе відповідальності за будь-які пошкодження, розчленування або смерть. Рейнер і Бернем не впевнені, жарт це чи ні. «Дискавері» летить через Безплідні землі, Гай'Релл продовжує промову, Бернем перериває її, щоб команда могла зосередитися на безпечному русі корабля. Рівень радіації зростає, а щити впали до 70 %. Але Релл хоче, щоб вони вимкнули двигуни — рушії створюють реакцію з йонним розрядом, і це може стати катастрофою. Бернем наказує вимкнути двигуни і корабель йде через Безплідні землі на чистому імпульсі. Екіпажу важко стабілізуватися без двигунів, рівень радіації продовжує зростати, а щити падають до 25 % відсотків, перш ніж усе заспокоюється. «Дискавері» звільняється від плазмового шторму та знаходить Архів — в оазі спокійного простору.
Прибуття буде менш ніж за хвилину, а щити відновлюють працездатність. Корабель зазнав пошкоджень, але значних немає. Все ше видно високий рівень випромінювання Черенкова, який є результатом продуктом активності плазми. Це завадить їм замаскуватися, але Бріни також не зможуть. Гай'Релл командує, щоб Архів опустив щити. Виявивши Клівленда Букера на кораблі, Гай'Релл просить Бернем взяти його з собою. В архіві є предмет із Кведжана, і оскільки це один із останніх артефактів, що залишилися з того світу, архівіст хоче, щоб Букер надав їм певні дані щодо нього, Бернем погоджується. Бернем дає Рейнеру команду та наказує підтримувати жовту тривогу і стежити — Бріни, ймовірно, на шляху.
Бернем пропонує Букеру піти з нею, щоб побачити артефакт. Букер приносить вибачення за реакцію на рішення Федерації віддати Молл Брінам. Проте Бернем заявляє, що підтримала заклик і досі підтримує. Їй не байдужий Букер і те, що для нього важливо.
Всередині архіву — неймовірно величезної бібліотеки — Гай'Релл зустрічається з Бернем і Букером у читальній залі та проводить коридорами архіву. Бернем визнає — у них бракує часу, і запитує, чи отримала архіваріус звіт про нещодавнє зіткнення «Дискавері» з Брінами. Релл дякує Бернем, показуючи — Бріни є членами Архіву та мають чималий досвід роботи з культурами, які конфліктують між собою. Архів тут, щоб служити всім, якщо всі дотримуються правил. Гай'Релл жартує, що вони відправляють усіх, хто не дотримується правил, у підземелля, перш ніж пояснити, що це насправді більше схоже на темницю.
Гай'Релл веде Бернем і Букера в кімнату, де знаходяться «Лабіринти розуму». Бернем є першою людиною, яка прийшла шукати це. Гай'Релл може розповісти лише основні речі — доктор Марина Дерекс була досвідченим нейробіологом із Бетазеду, яка сама стала архіваріусом і прожила решту життя в архіві. Гай'Релл залишає Бернем, і веде Букера в іншу оглядову кімнату, щоб побачити його артефакт. Бернем гортає рукопис, знаходячи велику металеву картку з бетазоїдним текстом та зображенням лабіринту із великим символом у центрі. Бернем торкається символу, і карта світиться, на її здивування.
Гай'Релл рада, що Бук відвідає її в бібліотеці. Букер визначає, що коробка зроблена з деревини тулі, і вражений, що всередині є два відрізки від Світового Коріння. Світовн Коріння — це масивна коренева система дерева зі знищеної планети Букера, що символізує безперервний ланцюг предків народу Кведжан. Плачучи, Букер запитує, звідки це в Архіві, і Гай'Релл пояснює — це було передано їм давно, але нещодавно перенесено на почесне місце після знищення Кведжана аномалією темної матерії. Частина священного обов'язку Архіву полягає в тому, щоб втрачені культури ніколи не були забуті. Релл пропонує Букеру взяти з собою фігурки з Світового Коріння — Архів вважає це його правом. Натомість просить, щоб Букер повернувся одного дня, аби розповісти, що з цим сталося, на що Бук погоджується. Букер і Релл знаходять Бернем без свідомості на підлозі.
Бернем прокидається в читальній кімнаті, і не може викликати «Дискавері» на комунікацію. За столом позаду неї з'являється Букер, який одягнений у мантію архіваріуса, наказуючи Бернем мовчати — вона перебуває у «Лабіринтах розуму».
Бернем усвідомлює, що це нереально, і істота в образі Букера пояснює — її свідомість перенесено в розумовий ландшафт, віртуальний простір, створений із того, що нейронна активність Бернем вказує як найважливіше в її житті. Майкл протестує, істота вказує, що розум не бреше. Істота — це штучний інтелект, який доктор Дерекс створила, і його форма була з підсвідомості Бернем. Це випробування, як і будь-яка інша підказка. Бернем заявляє, що вона готова, але ШІ запитує, чи це насправді.
Калбер оглядає Бернем, повідомляючи, що вона стабільна, принаймні фізично, і, здається, не відчуває жодних проблем. Гай'Релл не знає, що сталося, оскільки вона ніколи не бачила нічого подібного в архіві. Якийсь нуклонний випромінювач підключений до лобової частки Бернем і запускає програму в розумі. Калбер не може безпечно від'єднати його. Відключення променя під час роботи програми може бути фатальним. Букер намагається зайти за нею, торкаючись символу в центрі картки, але нічого не відбувається. Калбер припускає — програма не має бути здатною до кількох з'єднань. Рейнер просить Гай'Релл надати все, що вона має про доктора Дерекс.
ШІ каже Майкл, що підказка десь тут, і Бернем знатиме, де знайти її в реальному світі. Майкл здивована, що тест полягає лише в пошуку підказки, але пошук підказки є метою, а тест, щоб її знайти — це те, що Бернем доведеться з'ясувати самостійно. ШІ сподівається, що вона досягне успіху, кажучи Бернем повідомити, якщо він може допомогти. Бернем запитує, чи може він звузити коло шукачів, але ШІ не дозволяється давати підказки, хоча він може відповісти «так» або «ні».
Бернем намагається зрозуміти, який би тест створила Дерекс. ШІ підтверджує, що Дерекс хоче, аби вони досягли успіху — вона створила би спосіб звузити область пошуку. Майкл помічає картотеку — і здогадується, що розгадка прихована в розділі «Історія». ШІ запитує її логіку, і Бернем пояснює — вчені, які знайшли технологію Прародителів, почали шукати підказку під час Війни Домініону. А Джинаал Бікс сказав, що вчені хотіли її знайти в мирний час. Джинаал вірив, що мир можливий, і єдиний спосіб досягти прогресу — це вчитися на минулому. ШІ відкриває, що розумовий ландшафт вимкнеться, а функції мозку Бернем припиняться, запобіжний захід. ШІ пропонує останній шанс вийти з програми, але Бернем сповнена рішучості завершити розпочате.
Калбер стежить за Бернем, а Рейнер шукає будь-які можливі підказки в Лабіринтах розуму. Релл повертається з біографічними даними Дерекс та списком усіх матеріалів, до яких був доступ. Букер проглядає список, і Гай'Релл попереджає — корабель Брінів прибув до маяка та запитує доступ до архіву. Хоча Архів не можна сприймати як прихильника, Гай'Релл обіцяє вирішити питання. Рейнер зв'язується з «Дискавері».
На дредноуті «Брін» Архівістка реагує на їхній клич. Рун каже Гай'Релл — вони відстежили підпис стрибка корабля Зоряного флоту до цього місця, і «Дискавері» шукає предмет, який належить йому. Та погрозливо попереджає, що предмет краще залишиться в архіві. Гай'Релл пропонує Примарху перефразувати прохання. Рун люто вимагає передати розгадку, погрожуючи знищити Архів і все в ньому. Молл помічає, що інший Брін не задоволений цим, і Гай'Релл відхиляє прохання Примарха та призупиняє всі привілеї Брінів в Архіві до подальшого повідомлення. Арісар підтверджує, що вони відстежили сигнал, і Рун наказує керувати плазмовим штормом.
Молл згадує Арісару — Л'ак казав, що Бріни дуже шанують свою культуру та історію (а Примарх, здається, не поділяє цього). Рун запитує, як те, що можна знайти в архіві, приведе їх до технології Прародителів. Їм потрібно поєднати це з підказками, які вже є у «Дискавері». Рун розлючений, що існують інші підказки, але Молл каже, що Брін може відновити те, що є в Архіві, подолавши «Дискавері» та забравши решту підказок. Примарх вимагає знати, чи є ще щось, вона це заперечує. Арісар відчуває явний дискомфорт від поводження Руна з Молл.
Під час пошуку в розділі «Історія» Бернем помічає, що світло тьмянішає. Майкл не знайшла нічого в розділі «Війна домініону», про будь-які інші війни, історію Бетазеду, історію Трілл або дзеркальний всесвіт. І розуміє, що йде неправильним шляхом, це підтверджує ШІ. ШІ може допомогти, але не вирішити це за неї. Бернем намагається зрозуміти, чому підсвідомість вибрала Архів як найважливіше місце для випробування. І здогадується — це тому, що коли вона на місії, це є її пріоритетом. ШІ визнає — вона може щось натрапити, і показує свої лабіринти розуму. Бернем розуміє — вони в лабіринті, і завершує місію та знаходить підказку. Їй потрібно знайти дорогу до читальної кімнати, звідки почали, що ШІ підтверджує. ШІ дає Бернем відро з піском, щоб позначити шлях в лабіринті. Бернем задоволена цією версією Букера, яка є корисною, але ШІ стверджує — Тіллі теж би не розчарувала б її, якби це було варте. Бернем береться розгадати лабіринт.
Рейнер виявляє — ніщо в «Лабіринтах розуму» не веде до підказки, а список Дерекс включає різні книги — нічого, що було б для корисним. Гай'Релл вбігає — розмова з Брінами пройшла невдало. Архів підняв щити — транспортування назад на «Дискавері» поки що буде неможливим. Ріс повідомляє — вони виявили Брінів на підході через плазмовий шторм. Корабельні датчики засліплені плазмою, у них є 2 хвилини для гравіметричних розрахунків. Рейнер наказує знайти спосіб сховатися та бути готовими до подальших наказів. Їм доведеться використовувати природне укриття, Ріс наказує вивести корабель з оази назад у плазмовий шторм, він також засліпить датчики Брінів. Вони можуть протистояти шторму не так довго, але потрібно витримати. «Дискавері» летить в один бік плазмового шторму, а дредноут Брінів виходить з іншого.
Бернем пробирається крізь лабіринт, позаду темніє краєвид, вона може з'ясувати закономірність і знайти шлях до центру лабіринту. Однак знаходить лише порожню читальну кімнату та ШІ — тест не пройдено. Бернем хоче знати, чому це так важко. ШІ пояснює — вчені хотіли, щоб технологія опинилася в правильних руках і була захищена. Звідки вчені могли знати, що Майкл з усіх живих можна довірити його. Іспит Бернем ще не склала. Світло гасне, у неї закінчується час. Що ШІ підтверджує.
Калбер виявляє — рівень кортизолу Бернем підвищується, у неї стрес і страх. Споруда різко тремтить, між дредноутом і щитами Архіву встановлено енергетичний зв'язок, який зосереджується на одній точці. Бріни використовують технологію щитового тунелювання, щоб ввести свої війська всередину. Рейнер відкликає Букера для допомоги в боротьбі з Брінами. Калбер попереджає — йому знадобиться весь час, який можуть йому дати.
Бернем намагається зрозуміти, що таке випрбування. ШІ читає «Лабіринти розуму», Бернем розуміє — цей світ — це її власний розум. І вона вибрала Букера як форму штучного інтелекту, тому що хотіла виправити відносини між ними. ШІ кидає на неї відчужений погляд, і Бернем знає — це тому, що Букер вважає, що робота — все, що має для неї значення. Більшість світла, що залишилося, гасне, залишаючи ментальний ландшафт освітлений вогнями навколо столу в читальній залі. ШІ зацікавився Бернем — її повторною невдачею, але вона йде, щоб знайти власне рішення.
Ріс запитує Стамеца, скільки ще часу вони зможуть допомагати Архіву. Бріни використовують гармонічні коливання, щоб узгодитися з частотою щита Архіву. Якщо вони зможуть змусити систему Брінів вважати, що частота щита змінилася, вона перемодулюється, закриваючи тунель. Адіра зазначає — Бріни використовують кодування «base-duodeca», яке важко зламати. Але Рено пригадує одну зі своїх робіт перед приєднанням до Зоряного флоту — вона працювала біля Гісперії, лагодячи комунікаційні реле. І вони можуть направити промінь позитронів туди, де тунель зустрічається зі щитами Архіву. Якщо вони встановлять промінь на іншу частоту, тунель автоматично закриється. Стамец доповідає Рейнеру, що у них є рішення.
Рейнер розповідає Букеру — Бріни заходять на перехрестя, розбиваються і шукають команду, ймовірно, групами по чотири особи. Букер бачить кілька місць, звідки вони можуть вдарити по Брінам, але Рейнер може швидко знайти кращу засідку. Букер вражений, що Рейнер думає як мисливець. Рейнер пояснює — він мав це зробити, щоб вижити під час окупації Брінами його світу. Зараз вони закривають тунель, але деякі з Брінів пройшли. Букер і Рейнер готуються влаштувати засідку.
На дредноуті Арісар повідомляє — вони не можуть більше посилати вояків, тунель закрився. Рун наказує полагодити це, але Молл каже — це не єдина проблема, хтось щойно вбив одного з їхніх вояків, і тут «Дискавері». Сканування все ще нічого не реєструє, і Примарх наказує показати канали з цього сектора Архіву. Один за одним солдати потрапляють у засідку та знищуються Букером і Рейнером. Молл просить надіслати її, вона раніше перемагала сили Зоряного Флоту у ближньому бою. Однак Рун готовий пожертвувати стільки своїх людей, скільки потрібно, і наказує негайно перенаправити всі сили в цей сектор. Молл попереджає Арісара — Примарха не хвилює ні Л'ак, ні будь-хто з його людей.
Рейнер допомагає пораненому Букеру потрапити в оглядову кімнату. Калбер не може лікувати рану Букера тут, потрібно доставити його до лікарні. «Дискавері» зламав тунель, але Бріни незабаром все полагодять, і вони не зможуть довго витримувати плазмовий шторм. Рейнер вирішує почекати ще п'ять хвилин, після чого, якщо Бернем буде непритомною, вони евакуюватимуть архів. Ріс має зв'язатися з Архівом і підготувати до опускання щитів — підказка не матиме значення, якщо вони будуть мертві. Вони можуть втратити Бернем, але якщо залишаться, вона точно помре.
У розумовому пейзажі спокійніша Бернем просить вибачення перед ШІ — їй потрібен був час. Бернем знає, що її час майже закінчився, вона спробувала все, і більше нічого не може зробити. ШІ цікавиться, чи не боїться вона смерті. Бернем зізнається — вона багато чого боїться, але не смерті, дивуючи ШІ. Плачучи, Бернем зізнається, що боїться зазнати невдачі та бути недостатньо хорошим капітаном, другом і партнером. Майкл відчуває полегшення, вимовляючи страхи вголос. Бернем шкодує, що не сказала Буку, що вона любить його й надалі.
Бернем запитує, чи може ШІ сказати, яким був тест, перш ніж помре. Закриваючи лабіринти розуму, ШІ повідомляє — вона пройшла тест. Якщо Бернем збирається захищати те, що залишили Прабатьки, їй потрібно буде знати себе та бути чесною із собою — особливо щодо речей, на які важко дивитися. Це страх і провина. ШI вітає та дякує приголомшеній Бернем, остання частина карти захована у кристалі в оглядовій кімнаті 7. Бернем потрібно дістати кристал і розбити його. Перед тим, як Бернем піде, ШІ відкриває останню таємницю: спосібпотрапити у кінцевий пункт призначення.
Бернем прокидається в кімнаті й обіймає Букера, вражена тим, що він поранений. Рейнер попереджає — потрібно евакуюватися зараз — тут Бріни і прибувають нові. Бернем знає, де остання підказка, вони повинні дістатися туди першими. Майкл веде команду до оглядової кімнати 7, і Ріс повідомляє — Архів готовий опустити щити, команда має 30 секунд, якщо їм пощастить. Бернем знаходить і розбиває кристал, забираючи останню частину карти, коли підкріплення Брінів надходить. «Дискавері» висилає команду, коли Брін відкриває по них вогонь.
Бернем і Рейнер на містку «Дискавері», Букер і Калбер доправлені до лікарні. Кілька архіваріусів отримали поранення. Рейнер зазначає, що з підкріпленням Бріна це триватиме недовго. Ріс послав Галло працювати над випромінювачами щитів. Бернем наказує направити всю доступну енергію до її станції, а Аші підготуватися до виходу на відкрите місце та відтягнути Брінів від Архіву.
«Дискавері» летить між дредноутом Брінів та Архівом. Бернем повідомляє Руну, що Бріни займаються «Дискавері», а не Архівом — на кораблі зберігається предмет, який шукає Примарх. Рун погрожує знищити Архів, якщо йому негайно не буде надіслано весь набір підказок, це насторожує Молл. Дредноут заряджає енергетичну зброю, що змушує Бернема протестувати, Примарх каже їй сприймати це як останнє попередження. Дредноут стріляє в Архів, пробиваючи щити та завдаючи серйозної шкоди. Рун висуває ультиматум — дайти йому підказки, або усіх він уб'є. Бернем вимагає запевнення, що всі не постраждають, якщо вона це зробить. Майкл хоче тергун, священну клятву Бріна, від Примарха. Рун вирішує взяти хвилину, щоб подумати, і вимикає передачу. Бернем наказує Тіллі доставити всі підказки до містка, щоб вони могли закінчити карту.
Примарх вважає, що співчуття Федерації завжди було їхньою слабкістю. Арісар попереджає, що це може бути трюк, але Рун впевнений, що Бернем не ризикне. Відновлюючи комунікацію, Рун клянеться тергуном пощадити Архів, попереджаючи про наслідки. Бернем каже Примарху підготуватися до транспорту та перериває зв'язок. Майкл завершує карту — проектують зіркову карту в центрі містка з набором координат. Бернем має відскановану карту, надіслану Стамецу, і каже підготуватися, щоб стрибнути. Капітан наказує екіпажу підготуватися.
«Дискавері» телепортує карту до дредноута, Молл підтверджує автентичність. Рун отримує доступ до зоряної карти, і наказує екіпажу націлитися на «Дискавері» та готуватися до вогню, незважаючи на заперечення. Рун помічає, що Молл називає себе однією з них, вона нагадує Примарху, що вона дружина Нащадка, але Рун не реагує.
Бріни готуться до стрільби, Бернем наказує виконати маневри ухилення. Корабель оголошує чорну тривогу, а Бернем планує водночас стрибнути. Дредноут стріляє по «Дискавері», виводячи з ладу бічні двигуни та пошкоджуючи палуби. Бріни стріляють вдруге, Бернем відкриває вогонь у відповідь. Структурна цілісність слабшає, і щити падають. Коли щити руйнуються, Бернем наказує зробити плазмовий викид і стрибок «Discovery». Виділена плазма бурхливо реагує на навколишній плазмовий шторм і енергію від зброї Брінів, вибухаючи та імітуючи руйнування «Дискавері».
«Дискавері» виходить зі стрибка сильно пошкодженим — за 22 світлових роки від мети, Стамец не впевнений, що несправне. Диск спори було пошкоджено, вони не можуть стрибнути знову поки-що. Варп-привід «Discovery» також пошкоджено. Екіпаж отримав кілька легких травм, втрат немає. Кораблю Бріна знадобиться шість годин, щоб дістатися до координат із максимальним прискоренням, Бернем наказує залучити персонал на ремонт, даючи їм п'ять годин. Рейнер хвалить крок Бернем — Рун тепер вважає, що вони мертві, це дає перевагу «Дискавері». Бернем розповідає — дізналася щось у розумінні, що їм потрібно буде знати, коли вони туди прибудуть. Рейнер цікавиться, чи могла б Молл зрозуміти це, але Бернем не має відповіді.
Бріни вважають, що «Дискавері» знищено. Задоволений, Примарх наказує команді підготуватися до обстрілу Архіву, шокуючи всіх. Молл нагадує Руну, що він присягнув тергуном. Вона наказує Руну встановити курс за координатами на карті, нагадуючи, що їхньою метою є Л'ак. Рун заявляє, що ціль — це те, що він каже. І наказує перезарядити зброю та доставити Молл до Палати. Коли один із його екіпажу заперечує, Рун вбиває його та повторює наказ.
Молл попереджає Примарха — якщо він знищить Архів, за ним прийде інший Брін, щоб помститися за нечесний вчинок Руна. Але Примарх упевнений, що з силою Прабатьків їм не буде про що хвилюватися. Примарх заявляє, що йому більше не потрібні ні Л'ак, ні Молл. Молл кидає виклик Бріну, запитуючи, чи був би їхній нащадок таким егоїстичним. Рун піднімає свій посох, щоб убити Молл. Арісар повстає проти Примарха, щоб захистити Молл. Рун люто кидається на Арісара, Молл падає на землю, штовхає Примарха, хапає його посох і стріляє двічі, убиваючи його. Бріни оточують Молл своєю зброєю. Молл заявляє, що вона є дружиною Л'ака, Нащадка і справжнього правителя Імперії Брінів, і вони повернуть його. Арісар очолює Брінів, об'єднавшись за лідерство Молл заради пошуку технології Прародителів і використання її для воскрешення Л'ака.

## Сприйняття та відгуки
Станом на березень 2025 року на сайті «IMDb» серія отримала 6.4 бала підтримки з можливих 10 при 1268 голосах користувачів.
В огляді для «Den of Geek» Лейсі Богер відзначила: «Чесно кажучи, „Лабіринти“ — це не епізод, у якому відбувається багато всього. Але його передумови забезпечують напрочуд задовільну годину. А повільний підхід Брінів додає приємної напруги пошукам бачення Майкл в її власній психіці. Повний автентичних рукописів, рідкісних артефактів та інших безцінних речей із сучасних і втрачених культур, Архів є саме тим місцем, яке відповідає пригодницькій тематиці сезону. Це також виглядає, як пекельне місце, набите по вінця книгами та оглядовими кімнатами, що містять різні безцінні предмети з давно мертвих культур.»
Для «Реактора» Кейт ДеКандідо зазначено: «Цей сезон „Discovery“ був сумішшю двох сюжетних ліній. Йде пошук технології Прародителів, який призвів до створення всього гуманоїдного життя в галактиці (на основі одкровень у „Погоні“). Який був досить стандартним, але приємним оповіданням, оскільки Бернем і команда використовують всі менальні здібності, щоб шукати підказки. А ще є Молл, Л'ак і Бріни. Ця серія поєднує обидві сюжетні лінії, а також знайомить нас з Архівом, мандрівною бібліотекою, яка існує поза будь-якими політичними структурами і знаходиться в Безплідних землях. Представлений у Макі» як неспокійний, небезпечний регіон, охоплений плазмовими штормами, це місце, де «Вояджер» був загублений у "Доглядачі «, і саме там зараз знаходиться Архів. Не дивно, враховуючи те, що Бетазоїди є телепатами, що підказка полягає в тому, аби Майкл увійгла в свій мозок.»
В огляді «Screen Rant» зазначалося: «Наприкінці 5 сезону „Зоряний шлях: Дискавері“, корабель та екіпаж побиті і в синцях після бою з Брінами. По дорозі до місця, де знаходиться скарб Прародителів, споровий рушій „Дискавері“ вийшов з ладу, залишивши їх за 22 світлових роки від мети. Що ще гірше, варп-привід USS „Discovery“ також пошкоджено, а Бріни за шість годин доберуться до скарбів Прародителів. Екіпаж намагається запустити як споровий, так і варп-приводи, вікно для захисту від Брінів закривається. 5-й сезон „Зоряного шляху: Дискавері“ вступає в фінал.»

## Знімались
| Актор                     | Роль           |
| ------------------------- | -------------- |
| Сонеква Мартін-Грін       | Майкл Бернем   |
| Ентоні Репп               | Пол Стамец     |
| Мері Вайзман              | Сільвія Тіллі  |
| Вілсон Круз               | Гаг Калбер     |
| Блу дель Барріо           | Адіра          |
| Каллум Кіт Ренні          | Рейнер         |
| Тіг Нотаро                | Джет Рено      |
| Девід Аджала              | Клівленд Букер |
| Ів Гарлов                 | Молл           |
| Єлена Жуатко              | Гай'Релл       |
| Орвілл Каммінгс           | Крістофер      |
| Патрік Квок-Чун           | Ріс            |
| Девід Бенджамін Томлінсон | Лінус          |
| Крістіна Діксон           | Аша            |
| Вікторія Саваль           | Ная            |
| Наталі Ліконті            | Галло          |
| Захра Бентам              | Лорна          |
| Тоні Наппо                | Примарх        |